# James Moore (Gouverneur)
James Moore (* um 1650 in Drogheda, County Louth, Irland; † 6. November 1706 in Charleston) war ein irischer Kolonialpolitiker und Gouverneur der Province of Carolina.

## Leben
Über die Jugend und Ausbildung von James Moore ist nichts überliefert. Im Jahr 1676 heiratete er Lady Margaret Berringer, eine Stieftochter von John Yeamans, einem ehemaligen Kolonialgouverneur der Province of Carolina. Das Paar hatte zehn Kinder. Darunter auch den Sohn James Moore II, der zwischen 1719 und 1721 Kolonialgouverneur für South Carolina war. Im Jahr 1675 gelangte er von Barbados kommend in die südliche Hälfte der Province of Carolina, dem späteren South Carolina. In seiner neuen Heimat trieb er Handel mit den Eingeborenen. Außerdem erhielt er etwa 970 Hektar Land von den sogenannten Proprietoren geschenkt. Er nannte seinen Besitz Boochowee. Ein Teil dieses Anwesens ist heute unter dem Namen Liberty Hall Plantation bekannt. Außerdem begann Moore eine politische Laufbahn. Er wurde Mitglied der als Goose Creek Men bezeichneten mächtigen politischen Gruppierung. Später wurde er Mitglied im kolonialen Regierungsrat (Council). Dort unterstützte er im Jahr 1680 den sogenannten Westo War. Dieser Krieg führte dazu, dass seine Partei die Kontrolle über den Indianerhandel erhielt. Er führte die Opposition gegen eine geplante Änderung der Statuten der Kolonie (Fundamental Constitutions). Im Jahr 1690 führte er eine Expedition in den Westen der Kolonie zur Ergründung und Erschließung weiterer Handelsregionen. Seit 1698 saß James Moore im kolonialen Parlament. Im folgenden Jahr erhielt er das Amt des Obersten Richters, das er bis zu seinem Amtsantritt als Gouverneur behielt.
Nach dem Tod von Kolonialgouverneur John Blake wurde James Moore gegen einige Widerstände zu dessen Nachfolger bestimmt. Dieses Amt bekleidete er zwischen dem 11. September 1700 und März 1703. In seine Amtszeit fielen die ersten ernsthaften Bestrebungen der Teilung der Province of Carolina in eine Nordhälfte (North Carolina) und eine Südhälfte (South Carolina). Der Gouverneur nutzte den Ausbruch des Queen Anne’s Wars zu militärischen Angriffen auf das angrenzende spanische Florida. Zu diesem Zweck verbündete er sich mit den Indianern der Yamasee. Es gelang die Stadt St. Augustine einzunehmen. Das Castillo de San Marcos, die spanische Befestigungsanlage, konnte aber trotz einer zweimonatigen Belagerung nicht eingenommen werden. Eine spanische Flotte, die aus Kuba zur Entsetzung der Festung angefordert worden war, war in der Lage, die Belagerung zu brechen. Die Engländer unter Moores Führung mussten ihre Schiffe versenken, um zu verhindern, dass sie in spanischen Hände fielen. Sie setzten bei ihrem Abzug die Stadt St. Augustine in Brand, welche bis auf die Grundmauern abbrannte und flüchteten auf dem Landweg zurück in die Province of Carolina. Daher galt Moores Feldzug als gescheitert. In der Folge musste er im März 1703 seinen Posten als Gouverneur räumen und Nathaniel Johnson Platz machen, der ihn in diesem Amt nachfolgte. James Moore blieb aber weiterhin politisch und vor allem militärisch aktiv. Im Jahr 1704 leitete er eine englische Invasionstruppe mit einigen verbündeten Indianerstämmen gegen das westliche Florida. In diesem Zusammenhang kam es zu dem sogenannten Apalachee Massaker, bei dem englische Truppen den Stamm der Apalachee, der mit den Spaniern verbündet war, und dort befindliche Mönche angriffen. Einige der Apalachees wurden getötet, andere wurden gefangen genommen und in die Sklaverei verkauft. Anderen gelang vorübergehend die Flucht in den Westen. Der Stamm der Apalachees wurde durch diesen Angriff praktisch aus der Region vertrieben. In England und in Carolina wurde dieses Ereignis als großer Sieg gefeiert. Darüber hinaus festigten sich dadurch die Beziehungen zwischen den verbliebenen Indianerstämmen, vor allem der Cherokee und der Creek zu den englischen Kolonien. Das stärkte längerfristig die allgemeine englisch-britische Position im Süden der amerikanischen Ostküste gegen die Spanier und Franzosen, die ihrer indianischen Verbündeten beraubt waren. James Moore starb am 6. November 1706 in Charleston wahrscheinlich an einer Gelbfieber Erkrankung.